# Francisco López-Guerra Almada
Francisco López-Guerra Almada (Ciudad de México, 1949) es un arquitecto mexicano, ganador del Premio Nacional de Arquitectura Luis Barragán, otorgado por el Colegio de Arquitectos, la Sociedad de Arquitectos y la Academia Nacional de Arquitectura, como reconocimiento a su Práctica Profesional, en virtud de sus méritos, trayectoria y desempeño profesional.
Este premio, además de ser un reconocimiento del propio gremio, se distinguió por ser entregado por el presidente de la República Ernesto Zedillo, en una ceremonia realizada en la Residencia Oficial de los Pinos.
Sin duda este reconocimiento ha estimulado la producción de este taller que actualmente toma fuerza para nuevas oportunidades entre las que sobresalen El Museo de Ciencia y Tecnología de Tijuana, El Caracol, Museo de Ciencia y Acuario de Ensenada, El Museo La semilla, Museo de Ciencia y Tecnología de Chihuahua. El Corporativo de Contenidos Digital S.A., El Pabellón de México Expo Aichi 2005, Japón, El Pabellón de América Latina Expo Zaragoza 2008, Zaragoza España. Nueva Biblioteca Pública del Estado de Jalisco y el Pabellón Paisaje y Poesía, en el Estado de Aguascalientes.
Estudió en el Instituto Cumbres, cursó un año en Canadá, Fray LUIS, estudió la carrera de Arquitectura en la Universidad Anáhuac y se tituló con certificado de la UNAM. Fue discípulo de Pedro Ramírez Vázquez, Fernando López Carmona, Manuel de la Colina, Juan José Díaz Infante y Ernesto Aguirre Cárdenas.
La temprana pérdida de sus padres motivó la temprana acción de iniciar una vida de trabajo que comenzó con Pedro Ramírez Vázquez en 1967-69, con José A. Wiechers en 1970-71, con Ramírez Vázquez en 1972. En 1973 inicia su práctica independiente y ahí comienza el proceso de recuperación de antiguos colaboradores de su padre, quienes le permitirían retomar experiencias anteriores y evolucionar y evolucionar con nuevas oportunidades (él las llama sus segundos maestros).
La especialización en proyectos de museos de todas las tipologías que ha desarrollado López-Guerra Arquitectos – MUSEOTEC se suma a su prolífica obra residencial y de edificios de oficinas.